# Alexei Grigorjew
Alexei Grigorjew (russisch Алексей Григорьев; engl. Alexey Grigoryev; * 29. März 1989 in Leningrad, Sowjetunion) ist ein russischer Pianist.

## Leben
Von 2000 bis 2007 erhielt Grigorjew Stipendien der Sankt Petersburger Philharmonie. Bis 2007 besuchte er die Hochbegabtenschule des Rimski-Korsakow-Konservatoriums in Sankt Petersburg. Seit 2006 studiert er am Tschaikowski-Konservatorium in Moskau.
Grigorjew gewann 2003 das „Heinrich Neuhaus Festival“ in Moskau und 2009 ein Diplom beim „Ettore-Pozzoli-Wettbewerb“ in Seregno (Italien). Er konzertierte als Solist europaweit, unter anderem mit dem Staatlichen Akademischen Symphonieorchester St. Petersburg. 2010 gewann er als einer von sechs internationalen Teilnehmern den Publikumspreis beim Kissinger Klavierolymp.